# Kenneth G. Wilson
Kenneth Geddes " Ken" Wilson (Waltham, Massachusets 1936. június 8. –  2013. június 15.) Nobel-díjas amerikai elméleti fizikus. Úttörő
eredményeket ért el részecskefizika, azon belül is a számítógépek elméleti részecskefizikán belüli alkalmazhatósága és a renormalizációelmélet területén. 1982-ben kapta meg a fizikai Nobel-díjat a fázisátalakulások — ezen belül is a renormalizációs csoport alkalmazásáért — vizsgálatával kapcsolatos eredményeiért.

## Élete
Wilson 1936. június 8-án született a massachusettsi Walthamben Emily Buckingham Wilson és E. Bright Wilson  legidősebb gyermekeként. Apja vegyész volt, aki a Harvard Egyetem kutatójaként jelentős eredményeket ért el a mikrohullámú kibocsátás terén. Édesanyja is fizikusnak készült a házasságát megelőzően. Anyai nagyapja gépészmérnök az MIT professzora volt, míg apai nagyapja ügyvéd és az Amerikai Egyesült Államok Képviselőházának tagja.
Élete során számos iskolába járt, köztük Wellesley-ben és Woods Hole-ban (Massachusetts államban) végezte a második, harmadik és negyedik osztályt (két év alatt), majd a cambridge-i (Massachusetts) Shady Hill School-ban (ötödiktől nyolcadik osztályig), míg a kilencedik osztályt az angliai oxfordi Magdalen College School-ban, a tizedik és tizenkettedik osztályt (kihagyva a tizenegyediket) pedig a Pennsylvania keleti részén található George School-ban járta ki.
16 évesen a Harvard College-ra ment, ahol matematikát hallgatott, és két alkalommal, 1954-ben és 1956-ban, a William Lowell Putnam Matematikai Versenyen a legjobb öt közé került.  Nyári szabadsága alatt a Woods Hole Oceanográfiai Intézetben dolgozott. 1961-ben védte meg a doktori (PhD) fokozatát a Caltech Kellogg Laboratóriumában végzett  munkája eredményeként. Murray Gell-Mann volt a témavezetője.  Posztdoktori munkát végzett a Harvardon és a CERN-ben.
1963-ban csatlakozott a Cornell Egyetem Fizikai Tanszékéhez, 1970-ben lett egyetemi tanár. Ebben az időszakban a SLAC-en is kutatott.  1974-ben kinevezték a Cornell James A. Weeks fizikaprofesszorának.
1982-ben megkapta fizikai Nobel-díjat a wilsoni renormalizációs csoport kidolgozásáért, és annak alkalmazásáért a fázisátalakulások és kritikus viselkedés terén.
1980-ban Michael E. Fisherrel és Leo Kadanoffal együtt elnyerte a fizikai Wolf-díjat. További kitüntetései közé tartozik az AC Eringen-érem, a Franklin-érem, a Boltzmann-érem és a Dannie Heinemann-díj. 1975-ben az amerikai Nemzeti Tudományos Akadémia, valamint az Amerikai Művészeti és Tudományos Akadémia tagjává választották. 1984-ben pedig az Amerikai Filozófiai Társaság tagjává is választották 
1985-ben kinevezték a Cornell Egyetemen a Tudományos és Műszaki Elméleti és Szimulációs Központ igazgatójának (amely ma Cornell Theory Center néven ismert), amely a National Science Foundation által létrehozott öt nemzeti szuperszámítógép-központ egyike. 1988-ban Wilson csatlakozott az Ohio Állami Egyetem oktatói karához. Wilson 1995-ben Maine államban található Graybe költözött. Itt az Ohio Állami Egyetemen oktatott és kutatott egészen 2008-ban történt nyugdíjba vonulásáig. Halála előtt aktívan részt vett a fizika oktatásával kapcsolatos kutatásokban, és a középiskolai hallgatók természettudományos és matematikai „aktív bevonásának”  korai támogatója volt.
PhD hallgatói közé tartozott számos jelentős fizikus, mint például HR Krishnamurthy, Roman Jackiw, Michael Peskin, Serge Rudaz, Paul Ginsparg és Steven R. White .
Wilson testvére, David szintén a Cornell Molekuláris Biológiai és Genetikai Tanszékének professzora volt haláláig. Felesége, Alison Brown pedig kiemelkedő informatikus volt.
2013. június 15-én, 77 éves korában halt meg limfómában a Maine államban található Sacoban.

## Díjak és kitüntetések
- Dannie Heineman-díj matematikai fizikaiért, 1973
- Boltzmann-érem, 1975
- Wolf-díj, 1980
- Harvard Egyetem, D.Sc (Hon.), 1981
- Caltech, Kiváló Öregdiák-díj, 1981
- Franklin-érem, 1982
- Fizikai Nobel-díj, 1982
- Az American Academy of Achievement Golden Plate díja, 1983 [9]
- AC Eringen-érem(wd), 1984
- Aneesur Rahman - díj, 1993 [10]
- Amerikai Fizikai Társaság munkatársa, 1998
- Australian National University, kitüntetett évfordulós ösztöndíjas, 1996

## Fordítás
Ez a szócikk részben vagy egészben  a   Kenneth G. Wilson című angol Wikipédia-szócikk ezen változatának fordításán alapul.  Az eredeti cikk szerkesztőit annak laptörténete sorolja fel. Ez a jelzés csupán a megfogalmazás eredetét és a szerzői jogokat jelzi, nem szolgál a cikkben szereplő információk forrásmegjelöléseként.